# Romolo Amaseo
Romolo Quirino Amaseo (Udine, 24 giugno 1489 – Roma, giugno 1552) è stato un umanista italiano.

## Biografia
Nacque da Gregorio (1464-1541), professore di discipline umanistiche nelle scuole pubbliche di Udine e da Fiore di Marano, una suora del locale convento di Santa Chiara. Nel maggio del 1489, poco prima della sua nascita, essendosi scoperte le sue frequenti relazioni con alcune suore dei conventi di Santa Chiara e di San Niccolò, il padre aveva lasciato Udine per Padova; una volta nato Romolo, lo volle a Padova con sé, fino a ottenerne il riconoscimento di figlio legittimo, nell'agosto del 1506, dal vescovo di Bologna Achille Grassi.
Seguì il padre, che fu il suo primo insegnante, nei suoi spostamenti a Venezia, nel 1499, e poi ancora a Udine e di qui a Bergamo. Romolo tornò a Udine per proseguire per breve tempo gli studi di latino e greco con lo zio Girolamo: nel 1508 si recò a Roma, sperando di prendere servizio presso qualche importante ecclesiastico, ma invano. Raccomandato dal generale degli eremitani di Sant'Agostino Egidio da Viterbo, si trasferì nel convento padovano di quei frati per insegnarvi ai novizi e continuare i propri studi di greco, di latino e di ebraico.
A causa dell'assedio della città, conseguente alla costituzione della Lega di Cambrai, lasciò Padova nel 1509 per recarsi a Bologna.
Qui conobbe Giovanni Campeggi, famoso giurista, Giambattista Pio e Achille Bocchi, e visse dando lezioni private; sposò nel 1512 Violante Guastavillani con la quale ebbe dodici figli, il primo dei quali, Pompilio, nacque il 18 agosto 1513, l'anno nel quale il Senato bolognese lo incaricò della cattedra di latino e greco dell'Università. Le migliori condizioni economiche offerte dallo Studio di Padova lo spinsero, dopo molte esitazioni, a lasciare Bologna nel 1520. Rimase a Padova quattro anni, durante i quali ebbe fra gli allievi il Corrado. Nel 1524, tuttavia, l'allettante stipendio offertogli dallo Studio bolognese lo convinse, vincendo le resistenze di chi poteva vietare a lui, cittadino della Repubblica veneziana, di lasciare il Veneto, a trasferirsi nuovamente a Bologna per insegnarvi poetica e retorica.
Amaseo ricevette inviti anche dal card. Ercole Gonzaga, nel 1525, a favore dell'Università di Mantova, nel 1526 da Pietro Bembo, perché tornasse a Padova e perfino dal cardinale Thomas Wolsey perché si trasferisse in Inghilterra, da Battista Egnazio, perché occupasse a Venezia la cattedra lasciata vacante da Antonio Tilesio nel 1530: quello fu l'anno dell'incontro a Bologna tra papa Clemente VII e Carlo V, davanti ai quali tenne la celebre orazione De pace, ricompensata dall'imperatore con 300 ducati e una tazza d'oro. L'incoronazione imperiale gli diede occasione di scrivere due orazioni De latinae linguae usu retinendo, nelle quali sostiene che il latino deve rimanere la lingua dei dotti, mentre il volgare va riservato agli incolti, confutando l'opinione della superiore utilità della lingua volgare.
La grande fama raggiunta dall'Amaseo gli fece ottenere nel 1531 la nomina di segretario del Senato di Bologna e, poiché a tale incarico potevano accedere solo cittadini bolognesi da almeno due generazioni, la cittadinanza fu retroattivamente concessa a tutti gli Amisei. Continuò tuttavia a tenere lezione e, nel 1533, fu pubblicata la sua traduzione in latino dell'Anabasi di Senofonte, dedicata all'amico Ludovico d'Ávila, cameriere segreto di Carlo V, il quale si trovava nuovamente a Bologna per conferire con papa Clemente. Nel 1534 fece parte della delegazione bolognese che si recava a Roma per i festeggiamenti dovuti al neoeletto papa Paolo III, che lo trattenne per breve tempo incaricandolo dell'istruzione dei nipoti Alessandro Farnese e Guido Ascanio Sforza, della quale si era già occupato durante la loro permanenza a Bologna.
Tornato a Bologna, facendosi sentire il peso dei numerosi incarichi, nel 1538 lasciò l'insegnamento di poetica e retorica in favore della sola umanità, e iniziò contatti con Roma in vista dell'incarico di insegnante privato del cardinale Farnese, che andò in porto soltanto nel 1544, con l'aggiunto onere, per lui che lamentava ormai il peso degli anni, dell'insegnamento alla Sapienza, oltre tutto neanche ben retribuita, specialmente tenuto conto delle necessità della sua numerosa famiglia. Tuttavia, il successo delle sue lezioni, alle quali assistevano numerosi studenti anche stranieri - in particolare ungheresi e polacchi - portò la sua fama fuori d'Italia e trattative per un incarico d'insegnante in Polonia, a Cracovia, che però non andarono in porto.
Dopo aver accompagnato in Germania, nel 1546, il cardinale Alessandro, legato dello zio presso Carlo V impegnato nella guerra contro la Lega di Smalcalda, portò a termine la traduzione in latino della Periegesi di Pausania, dedicata allo stesso Alessandro Farnese, che fu pubblicata a Roma nel 1547.
Con la morte, nel 1550, di Blosio Palladio, segretario per le lettere latine, subentrò nell'incarico lasciando, com'era da tempo suo grande desiderio, l'insegnamento alla Sapienza. Morì tre anni dopo, nei primi giorni di giugno del 1552, lasciando la famiglia nei debiti, e fu sepolto nella chiesa di Sant'Agostino.
Ebbe allievi che già erano o divennero importanti personalità: oltre Alessandro Farnese, il fratello Ottavio, i cardinali Reginald Pole e Cristoforo Madruzzo, il vescovo di Fano Cosimo Gheri, Federico Nausea, che divenne vescovo di Vienna, Francesco Campeggi, Ortensio Lando, Antonio Agostini, Francesco Robortello, Camillo e Gabriele Paleotti. Ma i limiti culturali dell'Amadeo furono rilevati già dai contemporanei: Sebastiano Corrado lo accusò di avere scarsa dottrina della cultura e del pensiero degli scrittori greci, e di privilegiare l'eleganza della traduzione, in uno stile tratto da Cicerone, a scapito della fedeltà del testo. Rilievi condivisi poi da Pierre Daniel Huet e da Adrien Baillet: l'Amiseo non fu un filologo, ma un oratore, non un antiquario erudito, ma un umanista, nel senso tradizionale di cultore delle lettere classiche.

## Opere ed edizioni
- Panegyricus sermo spectatiss. Georgio Sauromanno Bonon. gymnasiarchatus suscipienti insignia pro scholastico conuentu a Romulo Amasaeo Foroiuliensis dictus. Impressit Benedictus bibliopola Bonon. 1513
- De pace oratio. Ioannes Baptista Phaellus impressit, Bononiae kl. Ian. 1530
- De pace oratio. Habita Bononiae Calendis Ianuarii 1530. Apud regia Cracoviam Mathias Scharfenbergius excudebat 1530
- Xenophontis de Cyri Minoris expeditione libri VII. Romulus Amasaeus vertit, Lugduni, apud haeredes Simonis Vincentij 1536
- Pausaniae decem regionum veteris Graeciae descriptio, totidem libris comprehensa, Romulo Amasaeo interprete. Huic rerum memorabilium accessit copiosissimus, Lugduni, apud haeredes Iacobi Iuntae 1558
- Oratio habita in funere Pauli III Pont. Max. Impressa Bononiae in officina Ioannis Rubei 1563
- Orationum Volumen. Impressit Bononiae Ioannes Rubrius 1564
- Orationum Romuli Amasaei volumen 1. Cum indice locupletissimo denuo impr. Bononiae apud Ioannem Rossium 1580
- Francisco Vardaneo Vaciae praesuli dignissimo dicatus, Ms A 2686 Bibli. Arch. Bologna
- Eucaristicon, Ambrosianus S 86 Milano
- In A. Ceruti, «Diarii udinesi dall'anno 1508 al 1514 di Leonardo e Gregorio Amaseo e Gio. Antonio Azio», Venezia 1884, sono una sua Vita Gregorii Amasaei e lettere sparse. Altre lettere sono in F. Scarselli, Vita Romuli Amasaei, Bologna 1769, e manoscritte in diverse biblioteche